# Chirimpico
El chirimpico es un guiso hecho de vísceras de cabrito, típico de la región de Lambayeque, zona ubicada en la costa norte del Perú.

## Descripción
El chirimpico es un guiso que se elabora a partir de vísceras de cabrito, cocidas y cortadas en cubos pequeños, a las que se le añade un aderezo peruano al que se le añade zapallo loche, jugo de limón (o chicha) y culantro.
Se suele servir con yucas, choclo y camotes cocidos como guarnición, y es acompañado con sangrecita.